# Walzbach (Münchberg)
Walzbach ist ein Gemeindeteil der Stadt Münchberg im Landkreis Hof (Oberfranken, Bayern). Walzbach liegt in der Gemarkung Straas.

## Geografie
Die Einöde liegt im Walzbacher Grund in einem Waldgebiet und ist von einigen Weiher umgeben. Ein Anliegerweg führt einen Kilometer westlich nach Biengarten.

## Geschichte
Von 1797 bis 1810 unterstand Walzbach dem Justiz- und Kammeramt Münchberg. Infolge des Ersten Gemeindeedikts wurde Walzbach dem 1812 gebildeten Steuerdistrikt Straas und der zugleich entstanden Ruralgemeinde Straas zugewiesen. Im Zuge der Gebietsreform in Bayern wurde Walzbach am 1. Juli 1972 nach Münchberg eingemeindet.

### Einwohnerentwicklung
| Jahr      | 1861  | 1871  | 1885   | 1900   | 1925   | 1950   | 1961   | 1970   | 1987  |
| Einwohner | 11    | 12    | 13     | 13     | 7      | 6      | 5      | 3      | 1     |
| Häuser    |       |       | 1      | 1      | 2      | 1      | 2      |        | 1     |
| Quelle    | [ 8 ] | [ 9 ] | [ 10 ] | [ 11 ] | [ 12 ] | [ 13 ] | [ 14 ] | [ 15 ] | [ 1 ] |

## Religion
Walzbach ist bis heute nach St. Peter und Paul (Münchberg) gepfarrt und evangelisch-lutherisch geprägt.